# Young at Heart
Young at Heart é um filme-documentário em curta-metragem estadunidense de 1987 dirigido e escrito por Pamela Conn e Sue Marx. Venceu o Oscar de melhor documentário de curta-metragem na edição de 1988.